# Bâtiment situé 5 Trg pobede à Vršac
Le bâtiment situé 5 Trg pobede à Vršac (en serbe cyrillique : Зграда на Тргу победе бр. 5 у Вршцу ; en serbe latin : Zgrada na Trgu pobede br. 5 u Vršcu) est situé à Vršac et dans le district du Banat méridional, en Serbie. Il est inscrit sur la liste des monuments culturels de grande importance de la république de Serbie (identifiant no SK 1443).

## Présentation

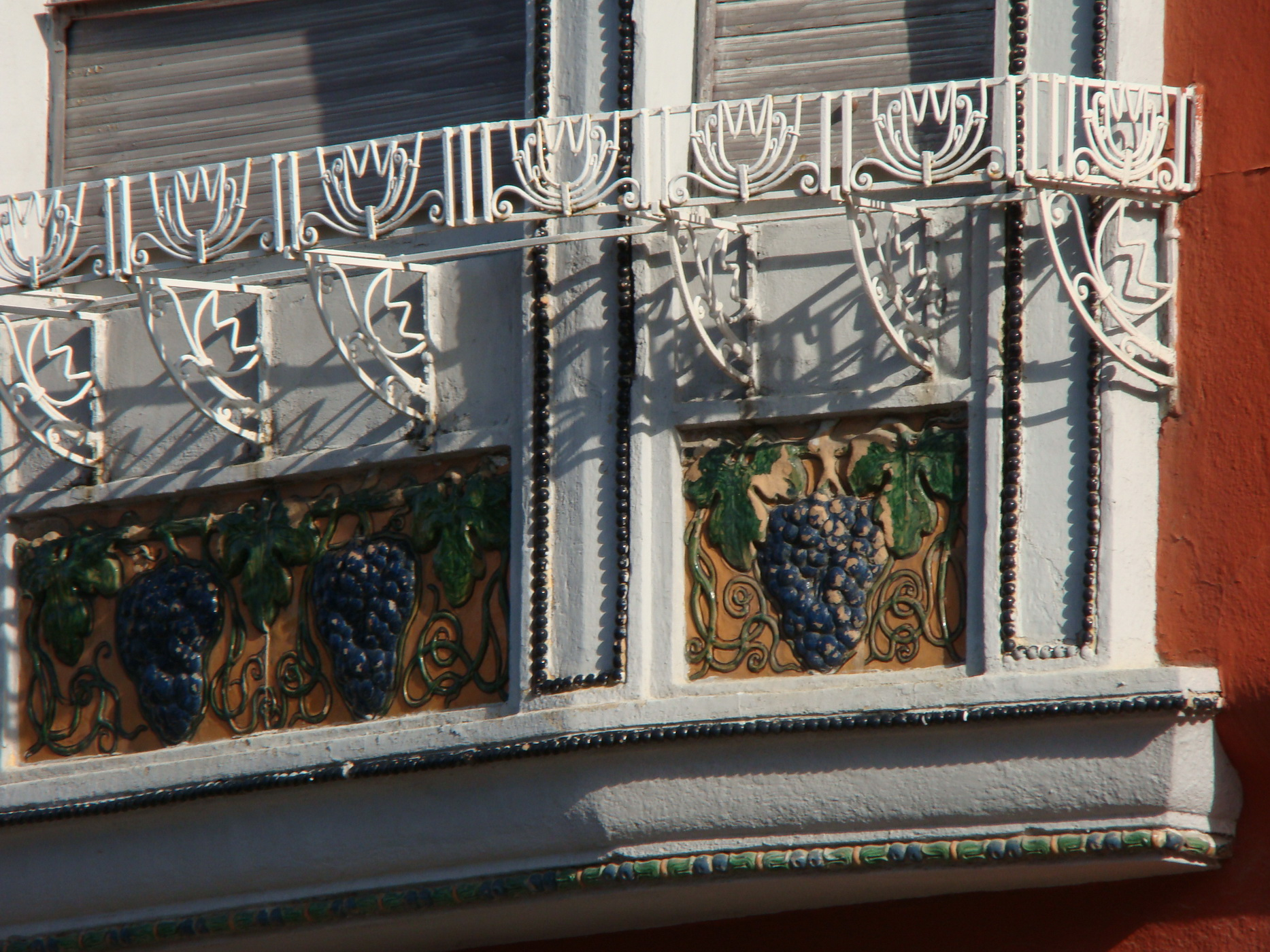
Détail de la fenêtre en baie

Le bâtiment a été construit vers 1870 pour Eberhard Antal, un artisan de Vršac qui fabriquait du verre et de la porcelaine ; il a été conçu comme un immeuble résidentiel et commercial, la partie commerciale se trouvant au rez-de-chaussée et la partie résidentielle à l'étage.
Ce bâtiment d'angle a été construit dans des matériaux solides puis enduit de plâtre et peint ; le toit est en tuiles plates. Son architecture mêle le style romantique et le style Art nouveau.
L'aspect décoratif des façades est accentué par une tour d'angle surmontée d'un toit pyramidal, par un balcon à l'étage avec une lourde balustrade en pierres et par une colonne d'angle moulurée et ornée d'un chapiteau ; au-dessous de ce balcon se trouve l'entrée principale de la partie commerciale de l'édifice. Les deux façades se terminent par des avancées peu profondes couronnées par des frontons triangulaires. L'une des façades est ornée d'une fenêtre en baie décorée de plaques en céramique et de reliefs en porcelaine.